# Reine Oussou
Reine Oussou, également connue sous le nom Nefora, née en 1975 et morte le 20 avril 2024, est une écrivaine  et femme politique béninoise,. Elle a consacré sa vie à promouvoir la culture et l'éducation. 

## Biographie
Elle est issue de lignée de Toffa, enracinée à Porto-Novo.
Styliste-modéliste, certifiée de lettres modernes, elle est enseignante dans les lycées et collèges du Bénin. Elle devient professeure certifiée des Lettres modernes, femme de théâtre et consultante en éducation.  Femme politique et figure emblématique du parti Union progressiste le renouveau, elle a laissé son empreinte dans le paysage culturel du pays.
Elle meurt le 20 avril 2024 au Centre national hospitalier et universitaire Hubert Koutoukou Maga, des suites d'un cancer du sein.

## Principales publications
- Reine Oussou et Jérôme Carlos, Passions en chœur: roman, Star Éditions, 2012 (ISBN 978-99919-65-81-9, OCLC 794546159, lire en ligne)
- Ah ! Jérôme, la racine : Théâtre, Cotonou, Star Editions, Cotonou, 2008, 200 p. (ISBN 9789991968063, lire en ligne)
- Les griffes de  l’Amour.